# Trèo cây mỏ ngà
Trèo cây mỏ ngà, tên khoa học Sitta oenochlamys, là một loài chim trong họ Sittidae. Chúng là loài đặc hữu của Philippin.